# Orion (California)
Orion è una città fantasma degli Stati Uniti d'America situata nella Contea di Kings, nello Stato della California. Si trovava sulla Southern Pacific Railroad a una distanza di circa 8,4 km a ovest-sudovest di Hanford. Orion appariva sulle mappe ancora nel 1926.